# Saltatempo
(Libero, il padre di Saltatempo, op. cit., pag. 219)
Saltatempo è un romanzo, vagamente autobiografico, di Stefano Benni, edito da Feltrinelli nel 2001.

## Trama
Lupetto è un bambino di paese degli anni cinquanta, figlio di un falegname, che frequenta le elementari insieme agli amici tra cui Selene, la sua "morosa".
Una mattina incontra un "Dio pagano" che gli regala un orobilogio, ossia un orologio interno che gli permetterà di correre avanti nel tempo.
Da quel momento Lupetto diventa Saltatempo e cresce con evidenti ideali comunisti e combattivi, in un paese che si prepara ad una trasformazione negativa.
Insieme al suo orobilogio, Saltatempo prevede e vive nello stesso tempo la costruzione dell'autostrada, la minaccia al bosco, la rovina del fiume, la perdita di un amico vittima della droga e altri cambiamenti portati dal tempo.
Incrocia il sessantotto, gli scioperi, l'avidità dei padroni, vive la trasformazione dell'Italia che perde la propria identità mangiata dalla nuova politica e dal consumismo.
Saltatempo è un vero e proprio salto dalla guerra partigiana alle rivoluzioni sessantottine, ambientato in un paesino che può essere quello di tutti, col fiume, il bar, le vigne.

## Personaggi

### Personaggi principali
- Saltatempo: Lupetto, detto Saltatempo, è un ragazzino negli anni cinquanta che vive in un piccolo paese di montagna. Ha ricevuto in dono da un uomo misterioso un orobilogio che gli consente di vedere il futuro;
- Selene: amica d'infanzia e primo amore di Saltatempo, si trasferirà in città alla fine delle elementari, al seguito dei genitori che volevano ingrandire la loro attività di sarti. Selene è stata la sua prima "fidanzatina", prima fidanzata ufficiale e anche seconda. È presente in tutte le fasi di crescita di Saltatempo, che nota con gli anni il suo passaggio da "regina dei boschi" a viziata cittadina.
- Gancio: è uno dei migliori amici di Saltatempo al paese. Orfano, vive con i tre fratelli, è sempre impegnato a fare scherzi e crescendo diventerà sempre più irrequieto e rissoso. Alla morte di uno dei fratelli e all'abbandono degli altri due, verrà adottato dallo zio di Saltatempo. Diventerà dipendente dalle droghe da cui cercherà di disintossicarsi più volte, senza riuscirci. Morirà poco prima di compiere vent'anni a causa di un mix tra farmaci e alcol in riva al fiume.
- Osso: amico d'infanzia di Saltatempo e Gancio, figlio del macellaio del paese. La loro amicizia si incrinerà sempre di più nel corso degli anni, a causa dell'attività di usuraio del padre e del modo di fare di Osso, nonché dalle sue frequentazione dall'altro "lato". Smetteranno di parlarsi definitivamente dopo il funerale di Gancio.
- Verdolin: grande amico di Saltatempo al liceo, è un aspirante fumettista con cui condividerà tutti gli anni del liceo e anche un viaggio a Parigi. È il creatore di Mickey Marx, un topo marxista provocatore che disegna ovunque. Sarà lui a indirizzare Saltatempo verso l'attività di giornalista mandandolo a un giornale che cercava personale. Insieme parteciperanno a tutte le attività politiche e alle riunioni dei comitati studenteschi. È fidanzato e convive con una sua fidanzata la Schiassi.
- Zio Nevio: zio di Saltatempo, è considerato l'esperto del paese perché non c'è niente che non conosca. Adotterà Gancio come figlio putativo quando i suoi fratelli lo lasceranno solo al paese. Possiede un negozio di attrezzature per caccia e pesca aperto grazie ai soldi guadagnati dalla vendita della sua casa. Molto attivo politicamente, si candiderà a sindaco vincendo le elezioni e combattendo per l'integrità del paese. Ha una relazione con Luciana, la proprietaria della merceria del paese.
- Libero: il padre di Saltatempo, falegname e scultore. Si batterà per tutta la vita per il paese contro Fefelli e gli sfruttatori industriali che stanno portando alla rovina la valle. Costruirà il monumento ai caduti sul lavoro e la fontana nella piazza del paese, inaugurata postuma alla sua morte. Dopo l'esproprio della casa in montagna per costruire l'autostrada e il calo di lavoro, diventerà un alcolizzato ma si riprenderà grazie alla relazione con la giornalaia del paese, Regina. Morirà in ospedale a causa delle ferite riportate per aver cercato di salvare Carburo dalle macerie della sua casa distrutta dalla frana.
- Fefelli: ex-sindaco del paese è stato lui a portare l'innovazione nella valle, dando i permessi per l'autostrada e aprendo le porte agli investitori che aprirono diverse fabbriche. È proprietario del residence delle Roselle sulla collina sovrastante il paese e sarà responsabile di due frane nella valle: la prima dovuta ai frequenti disboscamenti per le costruzioni la seconda per lo scavo di una strada, che causerà diverse vittime in paese.

### Personaggi secondari
- I Pastori: sono due fratelli violenti e rissosi, che lavorano come tirapiedi di Fefelli. Si scontreranno spesso con Saltatempo e il padre a cui una volta riusciranno a fare un'imboscata. Sono sempre pronti a difendere gli interessi del capo e partecipare a diverse attività criminose nella valle.
- Balduino: proprietario del bar del paese e grande sperimentatore di vini. Il suo bar è ritrovo del circolo del Cieffeffe, il circolo filosofico fancazzista, degli alcolisti omonimi di cui fa parte e di tutte le partite a carte dei pensionati del paese. Il bar, per molti anni l'unico in paese, segnerà il passare degli anni grazie alle innovazioni tecnologiche che subirà, con l'insegna e i televisori nuovi, arrivando persino ad avere un juke-box.
- Baruch: ex partigiano, grande saggio e guida spirituale del paese, deve il suo nome grazie al fatto che qualcuno vedrà il nome di Baruch Spinoza su un libro di filosofia, ma solo Baruch suonava meglio. Sarà presente a tutte le battaglie politiche per il paese e aiuterà il padre di Saltatempo a redigere il quaderno nero.
- Fulisca: amica d'infanzia e compagna di scuola di Saltatempo, era figlia di uno spazzacamino, morto quando lei era ancora piccola poco dopo che lui si convertì da spazzacamino ad antennista. Orfana andò a vivere fuori dal paese, lavorando alla bottega di un orologiaio che però la violentò. Dopo la brutta esperienza finì in una clinica e si riprese solo molti anni dopo.
- Lussu: ragazzo sardo amico di Saltatempo al liceo. Grande attivista politico, si invischierà in tutte le attività più rischiose. Saltatempo lo vedrà in prigione dopo un'azione finita male e tornare alla sua isola scontata la pena.

### Divinità
- Un Dio: è il dio che ha regalato a Saltatempo l'orobilogio, dandogli così la capacità di poter vedere il futuro alle persone. Appare sempre nel bosco, allegro e vestito di stracci con al suo seguito un cane vecchissimo come il mondo.
- Santa Putilla: era una suora che criticava pesantemente i lussi della Chiesa e per questo perseguitata. Impazzita, cominciò a correre nella foresta con i cinghiali e a dichiarare che Dio le faceva visita la notte. Processata come eretica, morì pregando sulla strada per la prigione dopo aver fatto sgorgare una fonte d'acqua miracolosa.
- Santa Guêpiere: la santa protettrice del negozio di Luciana detta anche Santa Tirella. È la santa che aiuta i matrimoni a ritrovare la passione e l'intesa tra coniugi, anche se non sempre funziona perché la Guêpiere va comunque capita.
- Querciabaruch: è la vecchia quercia saggia del bosco a cui Saltatempo chiede consiglio dopo la morte del padre, quando dovrà decidere di una svolta importantissima della sua vita.
- L'Ombra: l'ombra è la mietitrice che si stende e copre sulla valle ogni volta che accade una disgrazia. È la morte e la cattiveria degli uomini e la malattia.
- Gnomo Boleto: è lo gnomo dispettoso dei boschi. Raccoglie funghi e fa ogni genere di dispetto, mangia le fragole poco prima che tu arrivi a raccoglierle, butta le scarpe nella polenta, irretisce mucche e fa camminare all'indietro i cani. Ma pulisce anche caminetti e seppellisce i gatti che vanno a morire nel bosco. È iroso, minaccioso e anche un gran bugiardo.
- Sacra Pilla: è la dea del denaro, quella che rende gli uomini avidi e porta una gran sfortuna a chi decide di seguire la via del soldo.
- Diavolo violinista: è un diavoletto che si occupa di piccole sfighe. Ogni volta che lo si incontra o si sente suonare, una sfiga è in arrivo.

## Edizioni
- Stefano Benni, Saltatempo, collana I Narratori, Feltrinelli, 2001,  p. 265, ISBN 88-07-81748-9.
- Stefano Benni, Saltatempo, collana Universale Economica, Feltrinelli, 2008,  p. 272, ISBN 978-88-07-81748-9.